# Illinois (musikalbum)
Illinois, även känt som Sufjan Stevens Invites You To: Come on Feel the Illinoise, är ett konceptalbum utgivet 2005 av den amerikanske singer-songwritern Sufjan Stevens. 
Låtarna på albumet handlar om platser och personer med anknytning till delstaten Illinois. Det är det andra albumet som Sufjan gjort om en amerikansk delstat, och en del av ett projekt som skulle omspänna samtliga av USA:s 50 delstater. Sufjan har sedan dess medgett att projektet var ett PR-trick.

## Låtlista
Alla låtar är skrivna och komponerade av Sufjan Stevens. 
| Nr  | Titel | Längd |
| --- | --- | ----- |
| 1.  | "Concerning the UFO Sighting Near Highland, Illinois" | 2:08  |
| 2.  | "The Black Hawk War, or, How to Demolish an Entire Civilization and Still Feel Good About Yourself in the Morning, or, We Apologize for the Inconvenience but You're Going to Have to Leave Now, or, 'I Have Fought the Big Knives and Will Continue to Fight Them Until They Are Off Our Lands!" | 2:14  |
| 3.  | "Come On! Feel the Illinoise!" (Part I: The World's Columbian Exposition – Part II: Carl Sandburg Visits Me in a Dream) | 6:45  |
| 4.  | "John Wayne Gacy, Jr" | 3:19  |
| 5.  | "Jacksonville" | 5:24  |
| 6.  | "A Short Reprise for Mary Todd, Who Went Insane, but for Very Good Reasons" | 0:47  |
| 7.  | "Decatur, or, Round of Applause for Your Stepmother!" | 3:03  |
| 8.  | "One Last 'Whoo-Hoo!' for the Pullman" | 0:06  |
| 9.  | "Chicago" | 6:04  |
| 10. | "Casimir Pulaski Day" | 5:53  |
| 11. | "To the Workers of the Rock River Valley Region, I Have an Idea Concerning Your Predicament" | 1:40  |
| 12. | "The Man of Metropolis Steals Our Hearts" | 6:17  |
| 13. | "Prairie Fire That Wanders About" | 2:11  |
| 14. | "A Conjunction of Drones Simulating the Way in Which Sufjan Stevens Has an Existential Crisis in the Great Godfrey Maze" | 0:19  |
| 15. | "The Predatory Wasp of the Palisades Is Out to Get Us!" | 5:23  |
| 16. | "They Are Night Zombies!! They Are Neighbors!! They Have Come Back from the Dead!! Ahhhh!" | 5:09  |
| 17. | "Let's Hear That String Part Again, Because I Don't Think They Heard It All the Way Out in Bushnell" | 0:40  |
| 18. | "In This Temple as in the Hearts of Man for Whom He Saved the Earth" | 0:35  |
| 19. | "The Seer's Tower" | 3:53  |
| 20. | "The Tallest Man, the Broadest Shoulders" (Part I: The Great Frontier – Part II: Come to Me Only with Playthings Now) | 7:02  |
| 21. | "Riffs and Variations on a Single Note for Jelly Roll, Earl Hines, Louis Armstrong, Baby Dodds, and the King of Swing, to Name a Few" | 0:46  |
| 22. | "Out of Egypt, into the Great Laugh of Mankind, and I Shake the Dirt from My Sandals as I Run" | 4:21  |

| 23. | "Chicago (To String Remix by JonGalloway") | iTunes-utgivningen                                                | 5:32 |
| 24. | "The Avalanche"                            | iTunes-utgivningen och vinylutgivningen av Illinois (som spår 23) | 3:14 |

### Vinylversionen
"The Avalanche" (som är titelspåret på Stevens senare album The Avalanche) finns med som ett ytterligare spår på vinylupplagan av Illinois. På LP:n skiljer sig dessutom några av låttitlarna från de på CD:n:
- Spår 8 heter "One last 'Whoo-hoo!' for the Pullman!!"
- Spår 9 heter "Go! Chicago! Go! Yeah!"
- Spår 11 heter "To The Workers of the Rock River Valley Region, I Have an Idea Concerning Your Predicament, and it involves tube socks, a paper airplane, and twenty-two able-bodied men."
- Spår 17 heter "Let's hear that string part again, because I don't think they heard it all the way out in Bloomington-Normal"

### iTunes-versionen
Det finns två bonusspår i versionen av Illinois på iTunes Store: "The Avalanche" och "Chicago (To Strongs Remix)". Dessutom har spår 11 bytt namn igen och kallas här för "To the Workers of the Rock River Valley Region, I Have an Idea Concerning Your Predicament, and It Involves an Inner Tube, Bath Mats, and 21 Able-bodied Men."